# Carietão
Carietão (em latim: Charietto) é o líder de um bando de mercenários sálios de meados do século IV que serviu ao Império Romano. Vivia em Augusta dos Tréveros (atual Tréveris, na Alemanha) numa época na qual distúrbios internos levou ao negligenciar das defesas da Fronteira da Germânia, o que permitiu a alamanos e francos saquearem a região. Carietão decidiu reunir os homens sob seu comando e conduzir um ataque surpresa contra os invasores, conseguindo grande sucesso.

## Contexto
Em 350, Magnêncio (r. 350–353) assassinou o imperador Constante I (r. 337–350) e declarou-se imperador. A guerra civil que se seguiu entre Magnêncio e Constâncio II (r. 337–361), irmão de Constante, levou a retirada das tropas da Fronteira da Germânia, e os germânicos, alamanos e francos, começaram a invadir a província da Germânia Superior. Um oficial de origem franca, Silvano, também proclamou-se imperador, mas foi morto logo depois, em 355. Esses eventos estagnaram a defesa romana contra os germânicos. Em 356, o césar Juliano fez campanha contra os alamanos.

## Vida
Zósimo relata que pouco antes, um sálio líder duma tropa mercenário chamado Carietão morava em Augusta dos Tréveros (atual Tréveris). Ao presenciar o saque da província, decidiu defender os romanos, mas por não poder fazê-lo dentro da lei, arrastou seus companheiros às matas para emboscar os francos. Quando os bárbaros montaram base durante a noite e embriagaram-se, Carietão e seus homens atacaram, massacrando-os e trazendo suas cabeças, que exibiram ao povo. Juliano ouviu sobre suas ações, e vendo sua eficiência, recompensou-o permitindo que continuasse suas ações de guerrilha noturna contra os bárbaros enquanto o césar continuaria atacando-os durante o dia com os exércitos regulares. Os francos, sofrendo muitas baixar e não entendendo o motivo, desistiram do saque. Em um desses ataques, Carietão capturou Nebigasto, um príncipe camavo, o que permitiu Juliano negociar e concluir a paz com os francos, trocando os prisioneiros pela evacuação do solo imperial.
Amiano Marcelino relata que, algum tempo após a morte de Procópio (366), Carietão, que foi nomeado comandante das duas Germânias, lutou contra os germânicos que tentaram invadir o império novamente, provavelmente na primavera de 368, mas foi morto durante os combates. Valentiniano I (r. 364–375), ocupados com outros lugares no império, só pode implementar medidas defensivas. Ele lançou uma campanha em 372 contra os alamanos, mas não conseguiu subjugar o rei Macriano e depois foi forçado a lidar com ele devido a ofensiva sármata na Panônia.